# Seguidor de actividad

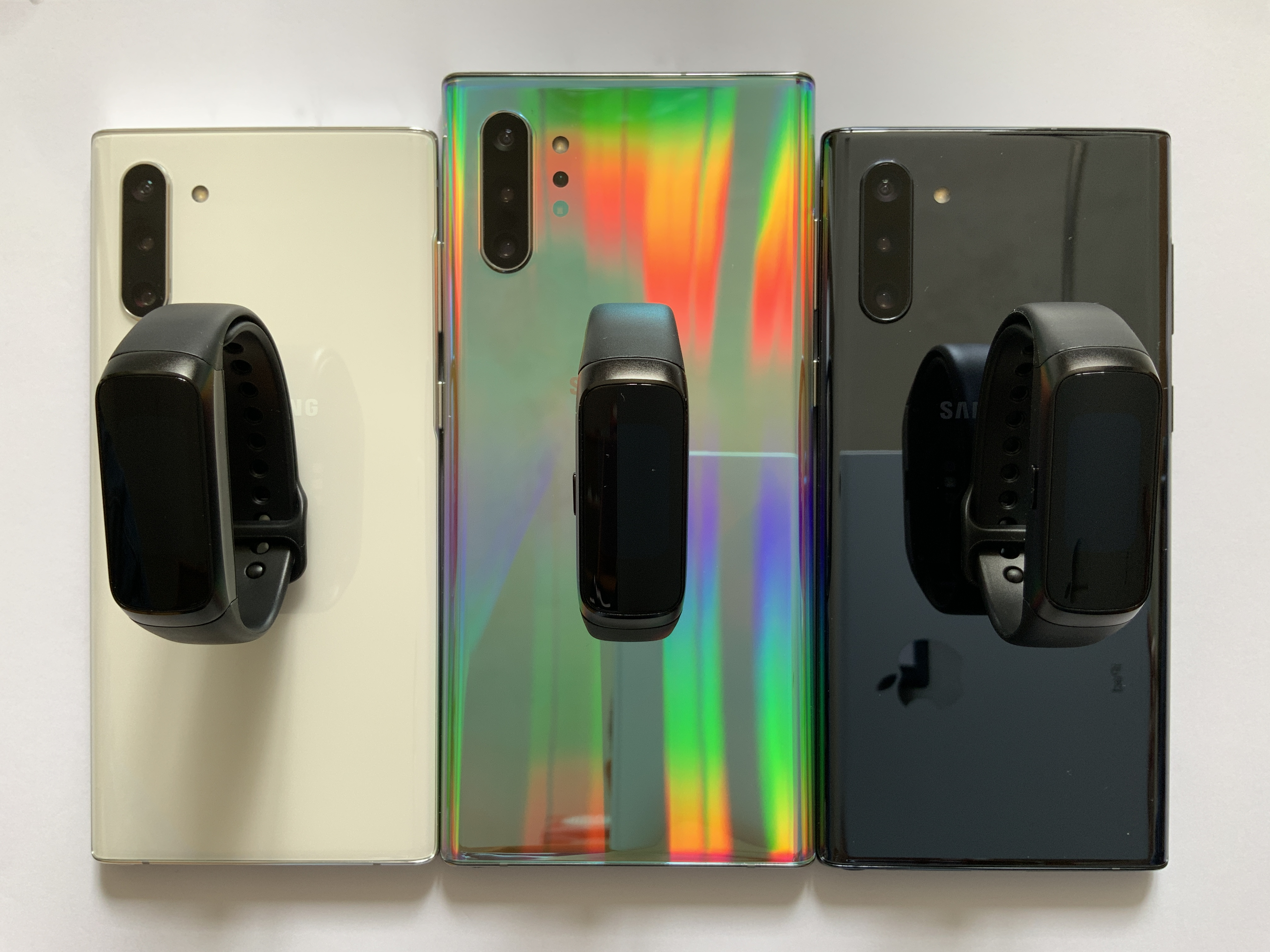
Samsung Galaxy Fit

Un seguidor de actividad o monitor de actividad (en inglés: activity tracker o fitness tracker) es un dispositivo vestible (wearable) o una aplicación para monitorear y dar seguimiento a los datos relacionados con la forma física, tales como la distancia caminada o corrida, consumo de calorías y en algunos casos ritmo cardíaco y calidad de sueño. El término es principalmente empleado para dispositivos electrónicos de monitoreo que están sincronizados, en muchos casos inalámbricamente, a una computadora o a un teléfono inteligente, para el seguimiento de datos a largo plazo. Normalmente están diseñados para llevarse en la muñeca, por lo que se les suele llamar también pulseras de actividad o pulseras inteligentes.
Además de los dispositivos ad hoc, hay también aplicaciones independientes en teléfonos inteligentes que realizan varias de estas funciones.

## Historia
El término "seguidor de actividad" se refiere principalmente a dispositivos útiles que monitorean y registran la actividad física de una persona. El concepto se desarrolló a partir de registros escritos que llevaron a registros en hojas de cálculo en ordenadores donde las entradas de datos fueron hechas manualmente.
Avances en tecnología a finales del siglo XX y principios del siglo XXI hicieron posible la automatización del monitoreo y registro de actividades físicas para ser integradas en equipos utilizados más fácilmente. Ejemplos de esta tecnología incluyen computadoras de bicicleta con reloj de muñeca que monitorean velocidad, duración, distancia, etc., disponible a principios de los años 1990. Los monitores de ritmo cardíaco estuvieron disponibles para atletas en 1981. Dispositivos seguidores de actividad física, incluyendo el monitoreo inalámbrico de ritmo cardíaco que integra una calidad comercial de equipo de forma física encontrada en gimnasios, estuvo disponible para consumidores de electrónica por lo menos a principios de los años 2000. Computadoras de seguimiento de actividad física integradas con software de planificación y entrenamiento estuvieron disponibles como producto de consumo hasta el 2006.
Los seguidores electrónicos de actividad son versiones más avanzadas de podómetros; además de contar pasos, utilizan acelerómetros y altímetros para calcular kilometraje, graficar el total de la actividad física, calcular la quema de calorías, y en algunos casos también monitorear y graficar el ritmo cardíaco y la calidad de sueño. Algunos también incluyen una alarma silenciosa.  Modelos más nuevos se acercan a la definición de EE. UU. de una Clase II de monitor médico, y algunos fabricantes esperan que eventualmente éstos sean capaces de alertar a un problema médico, a pesar de que sea requerida una aprobación de la FDA.   Las primeras versiones originales como el Fitbit (2009), era colocado en la cintura; desde entonces los formatos se han diversificado para incluir bandas de muñeca y bandas de brazo (bandas inteligentes) y dispositivos más pequeños que puede ser colocados donde se prefiera. Apple y Nike desarrollaron el Nike+iPod, un zapato equipado con un sensor que trabaja con un iPod Nano. Además, las aplicaciones de registro existen para teléfonos inteligentes y para Facebook; hoy en día el sistema Nike+ trabaja a través de la unidad GPS del teléfono, sin el sensor de zapato.  El nuevo Apple Watch y algunos otros relojes inteligentes ofrecen funciones de seguimiento de actividad.  En los EE. UU., BodyMedia ha desarrollado un seguidor de actividad desechable para ser usado por una semana, el cual está dirigido a proveedores de servicios médicos y de seguros, así como a empresarios que buscan medir la forma física de sus empleados.  Otros seguidores de actividad están dedicados para controlar señales vitales en ancianos, epilépticos, personas con desórdenes de sueño y alertar de un problema a un cuidador.
Los auriculares son la mejor ubicación para medir algún dato, incluyendo la temperatura del cuerpo; Valencell ha desarrollado nueva tecnología de sensores para seguidores de actividad que toma las lecturas en la oreja, en lugar de la muñeca, brazo o cintura.
Hay seguidores de actividad para perro usada en el cuello.
Gran parte del atractivo de los seguidores de actividad que los convierte en instrumentos eficaces en el aumento de la actividad física personal viene cuando se convierten en un juego y desde la dimensión social de poder compartir a través de las redes sociales y la resultante rivalidad.  El dispositivo puede servir como un medio de identificación con una comunidad, que se extiende a una participación más amplia.
Las aplicaciones estándar de seguimiento de actividad en teléfonos inteligentes o en la web, presentan datos en forma estadística destinados a ser vistos después de que la actividad ha terminado. Sin embargo, la investigación sugiere que si queremos una comprensión más amplia de los datos, necesitamos incluir una computación inteligente en los sistemas que ejecutan las aplicaciones.

Algunos usuarios y revisores permanecen ambivalentes hacia la tecnología, argumentando que es un "espejo" que despliega la identidad de cada uno dónde las tergiversaciones son problemáticas.  Todas las formas de uso de computadoras para registrar la vida completa del usuario conllevan implicaciones de privacidad.  Las redes sociales asociadas a los seguidores de actividad han dado lugar a violaciones de la intimidad como la publicación involuntaria de la actividad sexual y el potencial para los anunciantes y las aseguradoras de salud para acceder a datos privados de salud a través de los dispositivos representa un problema alarmante.

## Productores y productos
- Edition Basis (parte de Intel)- Basis Carbon Steel Edition
- Fitbit - Fitbit Flex, Fitbit Uno, Fitbit Cremallera, Fitbit Surge, Fitbit Cargo (sustituido por el Fitbit Force, el cual fue retirado porque algunos usuarios presentaron irritación de piel), Fitbit Cargo HR.
- Garmin - Garmin Vivofit, Garmin Vivofit 2, Garmin Vivosmart, Garmin Vivoactive Huawei -
- Huawei: Talkband B1, Huawei Band 4[22]
- I Measure U Jawbone - Jawbone UP, Jawbone UP24, Jawbone UP3
- LG Electrónics - LifeBand Tacto y monitoreo de corazón por auriculares[23][24]
- Microsoft - Microsoft band[25]
- Misfit Wearables - Misfit Shine, Misfit Flash
- Nike - Nike+ FuelBand y Nike+ FuelBand SE
- Pivotal Corporation - Pivotal Tracker 1[26]
- Polar Electro - Polar Loop
- Razer - Nabu Runtastic
- Samsung - Samsung Gear Fit #cite_note-band-24
- Sony - Sony SmartBand SWR10, Sony SmartBand Talk SWR30[27][28]
- Spire - Spire
- Withings - Withings Pulse O2, Withings Pulse[29]
- Xiaomi: Xiaomi Mi Band[30]
- Cooey - Dispositivos monitores de presión de sangre y glucómetero.
- oDrive Monitor multi-seguidor de Retos Físicos
- Fitbit Charge 3